# 照山俊一
照山 俊一（てるやま しゅんいち、1944年〈昭和19年〉10月3日 - ）は、日本の政治家。元大分県国東市長（1期）。

## 経歴
大分県出身。明治大学農学部卒。国東町役場に入り、産業、企画の各課長、助役など経て、1999年〈平成11年〉国東町長に当選する。町長を2期務め、2006年〈平成18年〉合併により国東市が発足。合併後の市長選挙に立候補し、当選する。翌年収賄容疑で逮捕され、市長を辞職した。